# Miosurnia diurna
Miosurnia diurna — викопний вид сов, що мешкав наприкінці міоцену у Східній Азії. Майже повний скелет сови знайдено у відкладеннях формації Люшу у провінції Ганьсу у Китаї. Вид описаний у 2022 році.

## Назва
Родова назва Miosurnia вказує на походження виду з міоцену та тісний зв'язок з родом Surnia. Видовий епітет diurna перекладається як «денний» і вказує на денний спосіб життя сови.

## Опис
Автори опису таксона прийшли до висновку, що Miosurnia мав розмір тіла, порівнянний із сучасною совою Surnia ulula з орієнтовною довжиною тіла 30 сантиметрів і масою тіла приблизно 236—318 грамів.